# 戴就
戴就（?—?），字景成，会稽郡上虞县（今浙江省上虞市）人，东汉官员。
初为郡仓曹掾，扬州刺史欧阳参上奏太守成公浮有贪污罪，派部从事薛安查问仓库簿领，戴就被捕入钱唐县狱。拷打残酷，戴就慷慨直辞，面不变色。烧烫鋘斧，让他挟在肘腋。他对狱卒说：“可要烧热，不要让他冷了。”每次拷打，不肯吃饭，肉焦掉在地上，拾起来吃了。拷打将他放在覆船下，用烧马粪来薰他。一夜二日，都以为他死了，掀开一看，他张眼大骂：“为什么不加火，让他灭了！”又火烧地面，用大针刺指甲中，让他用手抓土，指甲全部脱落。拷打的人告诉薛安，薛安对戴就说：“太守罪名狼藉，我来调查，你为什么用身体抗拒？”戴就说太守冤枉，大骂薛安愚蠢。薛安被他的壮节感动，将他枷锁出去，和他深谈，将他的言辞表奏朝廷，解释郡事。朝廷征成公浮还京师，免官归乡。太守刘宠举戴就为孝廉，担任光禄主事，病卒。

## 延伸阅读
[在维基数据编辑]
 《後漢書/卷81》，出自范晔《後漢書》